# Marija Morevna és a Halhatatlan
A Marija Morevna és a Halhatatlan (Deathless) egy 2011-ben megjelent történelmi fantasy regény Catherynne M. Valente tollából. A regény az orosz népmesei elemeket a Szovjetunió időszakába helyezi. A történet főhőse Marija Morevna, a mesebeli királynő, akiért egyszer eljön Halhatatlan Koscsej, hogy feleségül vegye, és magával vihesse saját királyságába.
Magyarul az Ad Astra kiadó jóvoltából jelent meg 2012-ben, Kleinheincz Csilla fordításával. Valente külön a magyar kiadás számára írt egy előszót is, melyben kifejti, hogy gyermekkorában nevelőanyjától sok orosz népmesét hallott, ezért fordult az érdeklődése az orosz folklór irányába. A kötet bemutatja a szerzőre jellemző egyedi, úgynevezett „mythpunk” zsáner sajátosságait.
A kötetben szereplő Anna Andrejevna Ahmatova verseket Halasi Zoltán és Rab Zsuzsa fordította.

## Cselekmény
|  | Alább a cselekmény részletei következnek! |

A történet Marija Morevna történetének modernizált változata, posztmodern elemekkel bemutatva.
A regény a szovjet Oroszországban játszódik, főszereplője pedig Marija Morevna, egy család legkisebbik lánygyermeke, aki még kiskorában látta, ahogy nővérei sorra mennek férjhez madárból emberré változott fiatalemberekhez. Morevnáért sokáig nem jön el egy kérő sem, egyszer azonban betoppan életébe Halhatatlan Koscsej, rajta keresztül pedig a fiatal lány megtapasztalja a szerelmet és az orosz mitológiák abszurd világát.
|  | Itt a vége a cselekmény részletezésének! |

## Magyarul
- Marija Morevna és a Halhatatlan; ford. Kleinheincz Csilla; Ad Astra, Bp., 2012

## Külső hivatkozások
- Marija Morevna és a Halhatatlan a kiadó webboltjában.
- A fordító kritikája az SFmag.hu-n.
- Marija Morevna és a Halhatatlan a Goodreads.com-on.
- A regény alapjául szolgáló népmese angol nyelvű fordítása.